# Dirname
dirname est une commande Unix abréviation de Directory Name, qui envoie le nom du répertoire contenant le fichier ou répertoire placé en paramètre.

## Exemples
```
 
$
 
dirname
 
/usr/home/MonLogin/.ssh

   
/usr/home/MonLogin

```